# Zbyněk Nádeník
Zbyněk Nádeník (21. listopadu 1925, Markvartovice – 8. října 2018, Praha) byl český matematik, vysokoškolský profesor na stavební fakultě ČVUT. Věnoval se především aplikacím matematických metod v geodézii.

## Život
Narodil se v učitelské rodině na Hlučínsku. Jeho otec Rudolf Nádeník byl ředitelem obecné školy a jeho matka Františka byla učitelkou. Začal studovat gymnázium v Hlučíně. Po připojení Hlučínska ke Třetí říši v říjnu 1938 byla rodina donucena vystěhovat se. Uchýlila se k příbuzným do Tovačova a Zbyněk Nádeník pokračoval ve studiích na gymnáziu v Přerově a později v Prostějově. V letech 1945-1949 vystudoval matematiku a deskriptivní geometrii v Brně a v Praze.
V roce 1949-1950 působil jako stipendista Badatelského ústavu matematického při České akademii věd a umění. V roce 1950-1951 byl asistentem profesora Františka Vyčichla. V letech 1951-1954 pracoval v Matematickém ústavu Československé akademie věd jako aspirant. Od roku 1954 vyučoval matematiku na tehdy samostatné zeměměřické fakultě ČVUT, po jejím sloučení se stavební fakultou působil na její katedře matematiky. V roce 1957 habilitoval. V roce 1969 mu byl udělen doktorát fyzikálně-matematických věd. V roce 1977 byl jmenován řádným profesorem matematiky. V roce 1997 odešel do důchodu. I nadále se aktivně zajímal o školství a směřování oboru geodézie a kartografie.
Zemřel po dlouhé nemoci v Praze.

## Dílo
Přednášel matematiku pro posluchače oboru geodézie a kartografie. Zabýval se globální diferenciální geometrii křivek a ploch, integrální geometrii, konvexní útvary a geometrické nerovnosti s různými zobecněními klasické isoperimetrické nerovnosti . Dále se zabýval matematickými aplikacemi v oblasti kosmické a fyzikální geodézie . Uvedl do zdejší praxe publikace:
- Martin Hotine: Mathematical Geodesy
- Veikko Aleksanteri Heiskanen, Helmut Moritz: Physical Geodesy, ISBN 0-7167-0233-9

Byl aktivní v Jednotě českých matematiků a fyziků, kde působil ve vědecké radě a v zahraniční komisi. Pořádal též přednášky na téma geometrie a výtvarné umění na pedagogické fakultě Univerzity Karlovy i na jiných místech. Byl čestným členem Vědecké rady VÚGTK (Výzkumný ústav geodetický, topografický a kartografický).

## Spisy
- NÁDENÍK, Zbyněk. Moji učitelé geometrie. Příprava vydání Jindřich Bečvář, Martina Bečvářová. 1. vyd. Praha: Matfyzpress, 2011. 291 s. ISBN 978-80-7378-159-0.

Seznam děl je uveden v literatuře .
Vedle toho publikoval v časopisech Mathematica Bohemica, Mathematical Reviews a Zentralblatt für Mathematik.

### Překlady
Podílel se na překladu knihy:
- František Kadeřávek: Geometrie und Kunst in früherer Zeit (Geometrie a umění v dobách minulých), Stuttgart ; Leipzig : Teubner, 1992, ISBN 3-7281-1925-3